# Louis Rollet (peintre)
Pour les articles homonymes, voir Rollet.
Louis Rollet, né le 3 mai 1895 dans le 6e arrondissement de Paris et mort le 16 janvier 1988 à Tours, est un artiste peintre orientaliste et paysagiste français. 

## Biographie
Louis Marcel Edouard Rollet est le fils de Charles Constant Rollet, graveur et géographe, et de Marie Louise Madon.
Louis Rollet est élève de Fernand Cormon, de Charles Fouqueray, de Jules Adler, d'Alphonse Bertillon, de Jean-Paul Laurens et de Joseph Bergès.
Il expose au Salon des artistes français à partir de 1921 et y obtient une médaille d'or, au Salon des indépendants à partir de 1926, et au Salon de la Société coloniale des artistes français.
Il remporte en 1930 le prix de l'Indochine et en 1935 le prix Pillini.

## Distinctions
Louis Rollet est nommé chevalier dans l'ordre national de la Légion d'honneur en 1938.